# Thomas Dowd
Thomas Dowd (ur. 11 września 1970 w Lachine) – kanadyjski duchowny katolicki, biskup pomocniczy Montrealu w latach 2011–2020, biskup diecezjalny Sault Sainte Marie od 2020.

## Życiorys

### Prezbiterat
Święcenia kapłańskie przyjął 7 grudnia 2001 i został inkardynowany do archidiecezji montrealskiej. Przez kilka lat wspomagał duszpasterstwo parafialne, jednocześnie pełniąc funkcje m.in. kapelana szpitalnego i członka wielu kurialnych wydziałów. Od 2008 pracował jako kierownik wydziału ds. formacyjnych.

### Episkopat
11 lipca 2011 został mianowany biskupem pomocniczym archidiecezji Montréal oraz biskupem tytularnym Treba. Sakry biskupiej udzielił mu 10 września 2011 kard. Jean-Claude Turcotte. 22 października 2020 papież Franciszek przeniósł go na urząd biskupa diecezjalnego Sault Sainte Marie. Ingres do katedry odbył 17 grudnia 2020.